# Taik

Mapa de l'Armènia Major cap a l'any 150. Taik és al nord-oest.

Taik (en georgià Tao) fou una regió armènia i més tard georgiana de la part nord-oest d'Armènia a la zona que feia frontera amb l'Imperi Romà i després romà d'Orient. Inicialment, la població era d'arrel georgiana, però progressivament es va anar armenitzant (vers segles iv al viii). La capital fou Olti, al centre del país a la riba d'un riu de nom Olti (turc Oltu) afluent del Shoruh (armeni Jorokh). Limita al nord amb la Klardjètia (armeni Klarjk) i Artahan o Ardahan; a l'est amb el Vanand, l'Abekhiank i el Bassèn; al sud Sper, Shalagom i Karin; i a l'oest amb territoris de tribus pòntiques a la Còlquida. Tao és una regió històrica de Geòrgia, al sud de la Klardjètia (actual regió d'Ardahan, a Turquia). Aquesta regió fou ocupada pels otomans cap al 1530 i ja no va ser reconquerida pels georgians.
Era allunyada dels centres del poder i alguns nobles la van fer servir com a terra d'exili als segles iv i v.

## Història

### Rebel·lió de Simbaci III
El 641 va morir el patriarca armeni Ezr i fou elegit Narses II d'Ishkhan, bisbe de Taik, conegut com a Narses Shinol (el constructor) que va regir l'església fins al 652 en què es va retirar (va tornar el 658 fins a la seva mort el 661).
Simbaci (III) Bagratuní, que fou governador natiu d'Armènia del 691 al 706, vers el 698 es va passar al camp romà d'Orient i va organitzar una revolta nacional que va obtenir una victòria important a Vardanakert, prop d'Akori. Simbaci va enviar la notícia de la batalla a la cort de Constantinoble de la que es va declarar vassall, juntament amb regals, i fou reconegut curopalata (vers el 700). Però tement les represàlies àrabs, Simbaci III es va retirar al Taik, on es va establir a la fortalesa de Tukharq, prop de la frontera romana d'Orient.

### segleviii
El 750 els omeies foren enderrocats. El príncep Asoci Bagratuní, que restava lleial als omeies, va intentar resistir. Els nakharark van formar una Santa Lliga i es van declarar en rebel·lió general. L'exèrcit insurgent es va traslladar a Taik prop de la frontera romana d'Orient, ja que esperaven ajuda de l'emperador Constantí V, i van acabar passant al servei de Constantinoble.
Els bagràtides i posseïen terres, però una part els fou confiscat pel governador Al-Mansur d'Armènia vers el 752 i altres van passar als Mamiconis.
Vers el 772 després de la derrota total dels armenis enfront dels àrabs, un cap Bagratuní, Vasaces de Taron (germà petit de Simbaci III Bagratuní), tot i que nominalment no participava en la rebel·lió (però hi estava vinculat) va abandonar Taron i es va establir a les muntanyes de la Klardjètia (regió d'Ardahan, a les fonts del Kura, que van acabar dominat el seu fill Adarnases i el seu net Asoci amb l'ajut d'altres nakharark que ho havien perdut tot). Els seus descendents van dominar també Taik i foren curopalates de Tao (Taik) i Klardjètia. El 978 Escler va derrotar a Amòrion Bardes Focas, enviat contra ell. Focas es va retirar al tema de Carsiànon, i després a Sebaste on va demanar ajuda al curopalata de Tao i Klardjètia David, al que a canvi de l'ajut es van cedir uns quants districtes fronterers. (Khaltoyarish, Tshormairi o Tzurmere, Karin, Bassèn o Fasiane, la fortalesa de Sevuk o Mardali, avui Tekman), i li van prometre també Harq i Apahunik, és a dir les terres de l'antic emirat Qaysita; amb aquestes cessions el territori del curopalat es va engrandir fins a Erzurum.

### segleix
Vers el 810 Asoci Msaker va arrabassar a l'emir Djahap al-Qaisi el Taik oriental (on va construir la fortalesa de Kalmakh a la riba del riu Tshorokh o Jorokh. A Taik hi va establir molts colons armenis que van esdevenir majoria.
El curopalata David de Kartli es va sotmetre a l'Imperi Romà d'Orient i va prometre (990) que al morir transferiria els seus estats (Taik, Shavshètia, Artahan i Klardjètia, conjunt conegut com a Taoklardjètia) a l'Imperi (David ja era gran i no tenia fills): Basili va confirmar a David com a curopalata. La mort del fundador de l'emirat marwànida, Badh el 990, i les dificultats del seu successor Abu Ali al-Hasan, van afavorir la conquesta de Manazkert per David de Taoklardjètia després d'un llarg setge (vers 993). La ciutat fou repoblada d'armenis i georgians. Vers 998 va assetjar Khelat però l'emir marwànida Muhammad al-Dawla (997-1011) va venir en ajuda de la ciutat i va fer aixecar el setge.
David va morir de mort natural o enverinat (per l'arquebisbe georgià Hilarion) el 31 de març del 1000, segons les cròniques georgianes per instigació de Basili II de Constantinoble que després va fer matar Hilarion. Basili II va anar al juny a la zona amb moltes forces, va passar per Melitene, i d'allí a la ciutat d'Erez. Allí va rebre la visita de l'emir marwànida de Mayyafariquin, Muhammad al-Dawla Abu Mansur Said que li va retre homenatge i al que va donar el títol de magistros. Després va rebre a Bagrat III l'unificador, rei d'Abkhàzia i hereu de David, que va renunciar a fer valdre els seus drets sobre Taoklardjètia i va rebre el títol de Curopalata i el feu vitalici d'alguns districtes. Basili II va passar a Taoklardjètia i va entrar a Olti (Ukhhiq) i va establir nombroses guarnicions. Després, a la primavera del 1001 va tornar a Constantinoble, passant per Karin.

### seglexi
El 1001 Gurguèn rei de Kartli (rei dels Kartvels), enfadat perquè al seu fill Bagrat d'Abkhàzia se'l havia nomenat curopalata i a ell només magistros, va trencar relacions amb Constantinoble i va atacar el Taik (Tao) però no va poder ocupar les fortaleses. Basili II va enviar contra ell al prefecte del kaniklion que va acampar amb les seves forces al Bassèn on es va entrevistar amb Gurguèn prop de la muntanya Medzobq i es va concloure la pau, renunciant Gurguèn a les seves reivindicacions al Taik (Tao). Gurguèn de Kartli va morir el 1008 i el seu fill Bagrat III d'Abkhàzia va heretar el seu regne però no per això va fer cap acte contra l'Imperi Romà. Simplement va annexionar la branca bagràtida que s'havia establert a Artanudj, a la Klardjètia, dirigida pels germans Simbaci i Gurguèn, als que va fer presoners (1011) i van morir al seu captiveri (1011 i 1012).
El 7 de maig de 1014 va morir el rei Bagrat III i el va succeir el seu fill Jordi I de Geòrgia (o Gurguèn I) de 18 anys. Ardahan, Kol i alguns altres dominis de Djavakhètia i Shavshètia, donats en feu vitalici al pare junt amb el títol de curopalata havien de retornar a l'Imperi Romà, però Jordi es va negar a entregar-los i va envair Tao i Bassèn. Basili va enviar un exèrcit (vers finals del 1015 o el 1016) que fou derrotat a Olti.
El 1018 l'emperador Basili II, acabada la conquesta de Bulgària, va començar a reforçar Teodosiòpolis (Karin). L'emperador va anar a la zona la primavera del 1021 i va arribar a Manazkert i després a Karin, per atacar a Jordi I de Geòrgia. Com que Jordi no es va presentar, Basili va assolar el Bassèn. Jordi va fer incendiar Olti i no va presentar batalla però finalment fou atrapat durant la retirada i va haver de combatre prop del llac Palakatsis (Tshaldir-gol) essent derrotat. Jordi es va retirar a fortaleses d'Abkhàzia i Basili va fer assolar 12 districtes sense cap resultat. Va travessar el Kura (georgià Mtkvari) i va entrar al Akhaltzikhe. Jordi va recular cap a Djavakètia, i allí va arribar l'emperador, i va recular més encara fins a Trialèthia. Amb reforços de Kakhètia, Herècia i dels Tsanars i Shakians (de Shake) va poder refer el seu exèrcit però no va presentar batalla. Basili, en acostar-se l'hivern, es va retirar cap al Pont i va passar l'hivern a Trebisonda al tema de Càldia.
Després de l'hivern l'emperador va iniciar la segona campanya contra Geòrgia. Jordi va iniciar negociacions, però al mateix temps conspirava amb dos generals rebels, Nicèfor Focas i Xiphias. Quan Basili es va assabentar de la rebel·lió dels dos generals es va tancar a la fortalesa de Mazdat a les fonts de l'Araxes. Però Nicèfor va morir a mans de l'hereu de Baspracània David, que rebutjava entrar al seu servei (segons les fonts romanes d'Orient a mans de Xiphias) i així Basili va poder seguir la campanya. El patrici Phers, còmplice de Nicèfor Focas, fou capturat al nord-est del Bassèn i executat. Basili va enviar un ultimàtum al rei de Geòrgia. Aquest va refusar. Un missatge personal portat per Zakaria, bisbe de Vagharxapat, finalment va convèncer a Jordi que va accedir a renunciar als seus drets al curopalat de Tao, però quan el bisbe estava a punt d'anar-se'n cap al campament imperial el rei georgià li va prendre la carta. Quan Zakaria va tornar fou deportat pel seu fracàs i se li va tallar la llengua. Jordi va enviar a l'eristhavi Zviad al Bassèn, per reocupar el país i al mateix temps negociar, i el rei marxaria al darrere amb l'exèrcit per si calia combatre. I va caldre perquè es van trobar a Shelpa i els georgians, sense ordres precises, van atacar els romans d'Orient. Els grecs van obtenir una victòria total. Jordi va demanar la pau i va acceptar totes les condicions de Basili, fins i tot la cessió de fortaleses. Així el Taik fou incorporat definitivament a l'imperi.
Fou assolada pels seljúcides vers el 1071 però va romandre georgiana fins al 1516.